# Edward Maxwell
Pour les articles homonymes, voir Maxwell.
Edward Maxwell, né à Montréal le 31 décembre 1867 et mort à Montréal le 14 novembre 1923 à l'âge de 55 ans, est un architecte canadien.

## Biographie
Edward Maxwell est en stage au sein du cabinet Shepley, Rutan & Coolidge à Boston lorsque cette firme remporte le concours, en 1891, pour le nouvel édifice du Montreal Board of Trade. Edward Maxwell revient à Montréal pour en superviser la construction, et les contacts qu'il aura auprès des membres influents du Board of Trade aideront à sa réussite. En 1892, il est engagé par le bijoutier Henry Birks pour dessiner les plans de son nouveau magasin en face du Square Philips. Edward Maxwell conçoit également les plans de plusieurs gares et hôtels du Canadien Pacifique, dont le terminal principal de l'Ouest à Vancouver (1897). La maison de campagne qu'il dessine pour le compte de Louis-Joseph Forget, à Senneville (île de Montréal) (1899), est un exemple remarquable de son œuvre dans le domaine résidentiel.
Son frère cadet William Sutherland Maxwell s'associe avec lui en 1902. William Maxwell ayant étudié à l'École des beaux-arts de Paris, le style de cette école transparaît dans les plans d'édifices qu'il élabore durant cette période, notamment la succursale de la Banque royale à Westmount (1903) et la gare du CP à Winnipeg (1904). Les réalisations les plus remarquables des deux frères sont l'édifice de l'Assemblée législative de la Saskatchewan à Regina (1908-1911) et l'édifice du Musée des beaux-arts de Montréal (en 1910-1912). Sa dernière œuvre est l'aile Saint-Louis et la tour de l'hôtel Château Frontenac à Québec, dont les travaux prennent fin en 1924, un an après le décès d'Edward.
Il est élu à l'Académie royale des arts du Canada en 1903.